# II. Zsigmond Ágost lengyel király
II. Zsigmond (I.) Ágost (Krakkó, 1520. augusztus 1. – Knyszyn, Lengyelország, 1572. július 7.) lengyel király 1548-tól és litván nagyfejedelem haláláig, a Jagelló-ház utolsó tagja. Egyesítette Livóniát és a Litván Nagyfejedelemséget Lengyelországgal, s hatalmas királyságot hozott létre.

## Élete
1520. augusztus 1-jén született I. Zsigmond lengyel király és Bona Sforza milánói hercegnő egyetlen fiaként. A lengyel rendek még apja életében, 1529-ben litván nagyherceggé választották. 1530-ban édesapja társuralkodójává választották és megkoronázták. 1544-től ő kormányozta a Litván Nagyfejedelemséget, édesapja halála után, 1548. április 1-jén elfoglalta a lengyel trónt is. A tényleges uralmat azonban anyja, Bona Sforza gyakorolta helyette, és Zsigmond csak az özvegy anyakirályné 1556-os Itáliába távozása után kezdett uralkodni.[forrás?]
Miután első felesége 1545-ben gyermektelenül meghalt, titokban elvette a litván főúri családból származó Barbara Radziwiłłt 1547-ben. Amikor 1548-ban bejelentette házasságát, a szlachta (a szejm, vagyis országgyűlés alsóházát képező köznemesség) megpróbálta semmissé nyilvánítani azt, mert félt a Radziwiłłek befolyásától. A király legyőzte a szejm ellenkezését, de Barbara 1551-ben gyermektelenül meghalt, állítólag Zsigmond édesanyja mérgezte meg.
A király 1553-ban házasságot kötött első felesége féltestvérével, Katalinnal.
Fráter György, akit Erdélyben a törökök és a románok szorongattak, próbálta Zsigmondot rávenni, hogy indítson támadást Moldva ellen, de nem tudta ezt elérni.
Közben kitört a Lengyelország és Oroszország között dúló livóniai háború (1558-1583). A Livóniai Rend (a Német Lovagrend egyik ága) 1559-ben az oroszok ellenében Zsigmond segítségét kérte és kapta meg. Minthogy az orosz nyomás nem enyhült, sőt a svédek és dánok is igényt tartottak a területre, a Livóniai Rend és Zsigmond 1561-ben megkötötte a wilnói (vilniusi) szövetséget; ezzel a Dvina folyótól északra fekvő livóniai térséget közvetlenül Litvániához csatolták, míg a folyótól délre fekvő Kurföld világi hercegség és lengyel hűbérbirtok lett, Polackot azonban 1563-ban át kellett engednie IV. Iván orosz cárnak. 1562-ben elismerte a brandenburgi választófejedelem örökletes címét a Porosz Hercegségben, ezzel szövetségest szerzett apósa, I. Ferdinánd német-római császár ellen.
A háború miatt Zsigmond kénytelen volt megerősíteni pozícióját oly módon, hogy alkotmányos módon egyesítette a lengyel koronához csatolt összes területet. A lengyel és litván köznemesség támogatását élvező király 1564-ben Lengyelországra engedményezte Litvániában fennálló örökletes jogait, és ezzel megalkotta a két állam alkotmányos jogegyenlőségét, de nem a teljes unióját. 1569-ben hivatalosan a lengyel királysághoz csatolta a volhíniai és kijevi területeket, bejuttatva képviselőiket a szejmbe, majd 1569-ben a kibővített szejm törvényébe iktatta a lublini uniót, egyesítve Lengyelországot és Litvániát, valamint a hozzájuk csatolt területeket.
1572-ben országgyűlést hívott össze, amelyen vallásszabadságot biztosított a protestánsoknak.
1572. július 7-én halt meg a lengyelországi Knyszynben. Mivel harmadik feleségétől, Habsburg Katalintól, Ferdinánd leányától sem született utóda, vele kihalt a Jagelló-ház férfiága. A lengyel trónt 1574-ben Valois Henrik, majd ennek lemondása után 1576-ban Jagelló Anna férje, Báthory István erdélyi fejedelem foglalta el.

## Családfa
| IV. Jagelló Kázmér sz. 1427. XI. 30. † 1492. VI. 7. | IV. Jagelló Kázmér sz. 1427. XI. 30. † 1492. VI. 7. |                                                   |                                                   | Habsburg Erzsébet sz. 1437 † 1505. VIII. 30. | Habsburg Erzsébet sz. 1437 † 1505. VIII. 30. |  |  | Gian Galleazzo II Sforza sz. 1469. VI. 20. † 1494. X. 21. | Gian Galleazzo II Sforza sz. 1469. VI. 20. † 1494. X. 21. |                                              |                                              | Aragóniai Izabella sz. 1470. X. 2. † 1524. II. 1. | Aragóniai Izabella sz. 1470. X. 2. † 1524. II. 1. |
|                                                     |                                                     |                                                   |                                                   |                                              |                                              |  |  |                                                           |                                                           |                                              |                                              |                                                   |                                                   |
|                                                     |                                                     |                                                   |                                                   |                                              |                                              |  |  |                                                           |                                                           |                                              |                                              |                                                   |                                                   |
|                                                     |                                                     | I. (Öreg) Zsigmond sz. 1467. I. 1. † 1548. IV. 1. | I. (Öreg) Zsigmond sz. 1467. I. 1. † 1548. IV. 1. |                                              |                                              |  |  |                                                           |                                                           | Bona Sforza sz. 1494. II. 2. † 1557. XI. 19. | Bona Sforza sz. 1494. II. 2. † 1557. XI. 19. |                                                   |                                                   |
|                                                     |                                                     |                                                   |                                                   |                                              |                                              |  |  |                                                           |                                                           |                                              |                                              |                                                   |                                                   |
|                                                     |                                                     |                                                   |                                                   |                                              |                                              |  |  |                                                           |                                                           |                                              |                                              |                                                   |                                                   |
|                                                     |                                                     |                                                   |                                                   |                                              |                                              |  |  |                                                           |                                                           |                                              |                                              |                                                   |                                                   |

| 1 Habsburg Erzsébet sz. 1526. VII. 9. † 1545. VI. 15. OO 1543. V. 5. | 1 Habsburg Erzsébet sz. 1526. VII. 9. † 1545. VI. 15. OO 1543. V. 5. | 2 Barbara Radziwiłłówna sz. 1520. XII. 6. † 1551. V. 8. OO 1547. VII.28/VIII.6. | 2 Barbara Radziwiłłówna sz. 1520. XII. 6. † 1551. V. 8. OO 1547. VII.28/VIII.6. | II. Zsigmond Ágost sz. 1520. VIII. 1. † 1572. VII. 7. | II. Zsigmond Ágost sz. 1520. VIII. 1. † 1572. VII. 7. | 3 Habsburg Katalin sz. 1533. IX. 15. † 1572. II. 28. OO 1553. VI. 23. után | 3 Habsburg Katalin sz. 1533. IX. 15. † 1572. II. 28. OO 1553. VI. 23. után | 4 Barbara Giżycka sz. 1550 körül † 1589. V. OO 1571 előtt | 4 Barbara Giżycka sz. 1550 körül † 1589. V. OO 1571 előtt |
|                                                                      |                                                                      |                                                                                 |                                                                                 |                                                       |                                                       |                                                                            |                                                                            |                                                           |                                                           |
|                                                                      | 4                                                                    |                                                                                 |                                                                                 |                                                       |                                                       |                                                                            |                                                                            |                                                           |                                                           |
| Borbála (Barbara) sz. 1571. IX. 8. † 1615. VI. 5. után               |                                                                      |                                                                                 |                                                                                 |                                                       |                                                       |                                                                            |                                                                            |                                                           |                                                           |